# Hope under Dinmore
Hope under Dinmore egy falu Herefordshire grófságban, Angliában, az A49-es út mentén, 4 mérföldre déli irányban Leominstertől, 9 mérföldre nyugatra Herefordtól. A települést érinti a walesi határvidék vasútvonal.

## Látnivalók
- Hampton Court - egy félig erődített vidéki ház, valószínűleg Sir Rowland Lenthall, (IV. Henrik angol király udvaronca) építette 1427–1436 között. 1835–1856 között átépítették.
- St Mary the Virgin-templom

## Külső hivatkozások
- Hampton Court